# Sortes Vergilianae
Sortes Vergilianae (latin for vergilianske lodder eller Vergils orakelsvar) er en form for spådomskunst, som foregår ved hjælp af opslag i bøger, fra hvilken rådgivning eller forudsigelser om fremtiden er søgt ved – i dette tilfælde at udvælge en passage fra Vergils Æneiden. Denne form for spådomskunst var mest udbredt i senromersk tid og i middelalderen. Den synes at have været modelleret over den antikke romerske spådomskunst, hvor man blandt andet spåede ved at læse i fugles flugt, dyrs indvolde eller stjernehimmelens konstellationer.